# Équipe du Pérou de football à la Coupe du monde 2018
Cet article relate le parcours de l’équipe du Pérou de football lors de la Coupe du monde de football 2018 organisée en Russie du 14 juin au 15 juillet 2018.
Il s'agit de la 5e participation du Pérou à la Coupe du monde, et la première depuis la Coupe du monde 1982.

## Qualifications

### Poule unique
| Rang | Équipe    | Pts | J  | G  | N | P  | Bp | Bc | Diff |  | Résultats (▼ dom., ► ext.) |     |     |     |     |     |     |     |     |     |     |
| ---- | --------- | --- | -- | -- | - | -- | -- | -- | ---- |  | -------------------------- | --- | --- | --- | --- | --- | --- | --- | --- | --- | --- |
| 1    | Brésil    | 41  | 18 | 12 | 5 | 1  | 41 | 11 | +30  |  | Brésil                     |     | 2-2 | 3-0 | 2-1 | 3-0 | 3-0 | 3-0 | 2-0 | 5-0 | 3-1 |
| 2    | Uruguay   | 31  | 18 | 9  | 4 | 5  | 32 | 20 | +12  |  | Uruguay                    | 1-4 |     | 0-0 | 3-0 | 1-0 | 3-0 | 4-0 | 2-1 | 4-2 | 3-0 |
| 3    | Argentine | 28  | 18 | 7  | 7 | 4  | 19 | 16 | +3   |  | Argentine                  | 1-1 | 1-0 |     | 3-0 | 0-0 | 1-0 | 0-1 | 0-2 | 2-0 | 1-1 |
| 4    | Colombie  | 27  | 18 | 7  | 6 | 5  | 21 | 19 | +2   |  | Colombie                   | 1-1 | 2-2 | 0-1 |     | 2-0 | 0-0 | 1-2 | 3-1 | 1-0 | 2-0 |
| 5    | Pérou     | 26  | 18 | 7  | 5 | 6  | 27 | 26 | +1   |  | Pérou                      | 0-2 | 2-1 | 2-2 | 1-1 |     | 3-4 | 1-0 | 2-1 | 2-1 | 2-2 |
| 6    | Chili     | 26  | 18 | 8  | 2 | 8  | 26 | 27 | -1   |  | Chili                      | 2-0 | 3-1 | 1-2 | 1-1 | 2-1 |     | 0-3 | 2-1 | 3-0 | 3-1 |
| 7    | Paraguay  | 24  | 18 | 7  | 3 | 8  | 19 | 25 | -6   |  | Paraguay                   | 2-2 | 1-2 | 0-0 | 0-1 | 1-4 | 2-1 |     | 2-1 | 2-1 | 0-1 |
| 8    | Équateur  | 20  | 18 | 6  | 2 | 10 | 25 | 26 | -1   |  | Équateur                   | 0-3 | 2-1 | 1-3 | 0-2 | 1-2 | 3-0 | 2-2 |     | 2-0 | 3-0 |
| 9    | Bolivie   | 14  | 18 | 4  | 2 | 12 | 16 | 38 | -22  |  | Bolivie                    | 0-0 | 0-2 | 2-0 | 2-3 | 0-3 | 1-0 | 1-0 | 2-2 |     | 4-2 |
| 10   | Venezuela | 12  | 18 | 2  | 6 | 10 | 19 | 35 | -16  |  | Venezuela                  | 0-2 | 0-0 | 2-2 | 0-0 | 2-2 | 1-4 | 0-1 | 1-3 | 5-0 |     |

### Barrages
| Équipe 1         | Résultat | Équipe 2 | Aller | Retour |
| ---------------- | -------- | -------- | ----- | ------ |
| Nouvelle-Zélande | 0 – 2    | Pérou    | 0 – 0 | 0 - 2  |

| 11 novembre 2017 | Nouvelle-Zélande | 0 – 0 | Pérou | Westpac Stadium, Wellington                  |                                              |
| 16h15 UTC+13     |                  |       |       | Spectateurs : 37 034 Arbitrage : Mark Geiger | Spectateurs : 37 034 Arbitrage : Mark Geiger |
| 16h15 UTC+13     | Rapport          |       |       | Spectateurs : 37 034 Arbitrage : Mark Geiger | Spectateurs : 37 034 Arbitrage : Mark Geiger |

| 15 novembre 2017 | Pérou                  | 2 – 0 | Nouvelle-Zélande | Estadio Nacional, Lima     |                            |
| 21h15 UTC−5      | Farfán 28e · Ramos 65e |       |                  | Arbitrage : Clément Turpin | Arbitrage : Clément Turpin |
| 21h15 UTC−5      | Rapport                |       |                  | Arbitrage : Clément Turpin | Arbitrage : Clément Turpin |

## Préparation

### Matchs de préparation à la Coupe du monde
Détail des matchs amicaux
| Match amical           | Pérou                     | 2 – 0   | Croatie | Hard Rock Stadium, Miami Gardens |                           |
| 24 mars 2018 1h30 HAEC | Carrillo 12e · Flores 48e | (1 - 0) |         | Arbitrage : Ismail Elfath        | Arbitrage : Ismail Elfath |

| Match amical           | Islande      | 1 – 3   | Pérou                               | Red Bull Arena, Harrison |                       |
| 28 mars 2018 2h00 HAEC | Fjóluson 22e | (1 - 1) | 3e Tapia · 58e Ruidíaz · 75e Farfán | Arbitrage : Ted Unkel    | Arbitrage : Ted Unkel |

| Match amical     | Pérou                         | 2 – 0   | Écosse | Estadio Nacional, Lima        |                               |
| 29 mai 2018 HAEC | Cueva 37e (pen.) · Farfán 47e | (1 - 0) |        | Arbitrage : Fernando Guerrero | Arbitrage : Fernando Guerrero |

| Match amical           | Arabie saoudite | 0 – 3   | Pérou                           | Kybunpark, Saint-Gall  |                        |
| 3 juin 2018 20h00 HAEC |                 | (0 - 2) | 20e Carrillo · 41e 64e Guerrero | Arbitrage : Fedayi San | Arbitrage : Fedayi San |

| Match amical      | Suède | 0 – 0   | Pérou | Ullevi, Göteborg                                   |                                                    |
| 9 juin 2018 20h15 |       | (0 - 0) |       | Spectateurs : 32 163 Arbitrage : Svein Oddvar Moen | Spectateurs : 32 163 Arbitrage : Svein Oddvar Moen |

## Effectif
L'effectif du Pérou, est connu le 4 juin 2018.
| Numéro / Nom       | Numéro / Nom        | Club                      | Date de naissance et âge*  | J.              | Buts            |                 |                 |                 |
| Gardiens de but    | Gardiens de but     | Gardiens de but           | Gardiens de but            | Gardiens de but | Gardiens de but | Gardiens de but | Gardiens de but | Gardiens de but |
| ------------------ | ------------------- | ------------------------- | -------------------------- | --------------- | --------------- | --------------- | --------------- | --------------- |
| 01                 | Pedro Gallese       | Veracruz                  | 23 février 1990 (28 ans)   | 3               | 0               | 0               | 0               | 0               |
| 12                 | Carlos Cáceda       | Deportivo Municipal       | 27 septembre 1991 (26 ans) | 0               | 0               | 0               | 0               | 0               |
| 21                 | José Carvallo       | UT Cajamarca              | 1er mars 1990 (28 ans)     | 0               | 0               | 0               | 0               | 0               |
| Défenseurs         |                     |                           |                            |                 |                 |                 |                 |                 |
| 02                 | Alberto Rodríguez   | Atlético Junior           | 31 mars 1984 (34 ans)      | 2               | 0               | 0               | 0               | 0               |
| 03                 | Aldo Corzo          | Universitario de Deportes | 20 mars 1989 (29 ans)      | 0               | 0               | 0               | 0               | 0               |
| 04                 | Anderson Santamaría | Puebla                    | 10 janvier 1992 (26 ans)   | 2               | 0               | 0               | 0               | 0               |
| 05                 | Miguel Araujo       | Alianza Lima              | 24 octobre 1994 (23 ans)   | 0               | 0               | 0               | 0               | 0               |
| 06                 | Miguel Trauco       | Flamengo                  | 25 septembre 1992 (25 ans) | 3               | 0               | 0               | 0               | 0               |
| 15                 | Christian Ramos     | Veracruz                  | 4 novembre 1988 (29 ans)   | 3               | 0               | 0               | 0               | 0               |
| 17                 | Luis Advíncula      | Lobos de la BUAP          | 2 mars 1990 (28 ans)       | 3               | 0               | 0               | 0               | 0               |
| 22                 | Nilson Loyola       | Melgar                    | 26 octobre 1994 (23 ans)   | 0               | 0               | 0               | 0               | 0               |
| Milieux de terrain |                     |                           |                            |                 |                 |                 |                 |                 |
| 07                 | Paolo Hurtado       | Vitória Guimarães         | 27 août 1990 (27 ans)      | 1               | 0               | 1               | 0               | 0               |
| 08                 | Christian Cueva     | São Paulo FC              | 23 novembre 1991 (26 ans)  | 3               | 0               | 0               | 0               | 0               |
| 13                 | Renato Tapia        | Feyenoord Rotterdam       | 28 août 1995 (22 ans)      | 2               | 0               | 1               | 0               | 0               |
| 14                 | Andy Polo           | Timbers de Portland       | 29 septembre 1994 (23 ans) | 0               | 0               | 0               | 0               | 0               |
| 16                 | Wilder Cartagena    | Veracruz                  | 23 septembre 1994 (23 ans) | 1               | 0               | 0               | 0               | 0               |
| 19                 | Yoshimar Yotún      | Orlando City              | 7 avril 1990 (28 ans)      | 3               | 0               | 1               | 0               | 0               |
| 20                 | Edison Flores       | Aalborg BK                | 15 mai 1994 (24 ans)       | 3               | 0               | 0               | 0               | 0               |
| 23                 | Pedro Aquino        | Club León                 | 13 avril 1995 (23 ans)     | 3               | 0               | 1               | 0               | 0               |
| Attaquants         |                     |                           |                            |                 |                 |                 |                 |                 |
| 09                 | Paolo Guerrero      | CR Flamengo               | 1er janvier 1984 (34 ans)  | 3               | 1               | 1               | 0               | 0               |
| 10                 | Jefferson Farfán    | Lokomotiv Moscou          | 26 octobre 1984 (33 ans)   | 2               | 0               | 0               | 0               | 0               |
| 11                 | Raúl Ruidíaz        | Monarcas Morelia          | 25 juin 1990 (27 ans)      | 2               | 0               | 0               | 0               | 0               |
| 18                 | André Carrillo      | Watford FC                | 14 juin 1991 (27 ans)      | 3               | 1               | 0               | 0               | 0               |
| Sélectionneur      |                     |                           |                            |                 |                 |                 |                 |                 |
|                    | Ricardo Gareca      |                           | 10 février 1958 (60 ans)   |                 |                 |                 |                 |                 |

* NB : Les âges sont calculés au début de la Coupe du monde 2018, le 14 juin 2018.

## Coupe du monde

### Premier tour - Groupe C
|   | Équipe    | Pts | J | G | N | P | Bp | Bc | Diff |
| 1 | France    | 7   | 3 | 2 | 1 | 0 | 3  | 1  | +2   |
| 2 | Danemark  | 5   | 3 | 1 | 2 | 0 | 2  | 1  | +1   |
| 3 | Pérou     | 3   | 3 | 1 | 0 | 2 | 2  | 2  | 0    |
| 4 | Australie | 1   | 3 | 0 | 1 | 2 | 2  | 5  | -3   |

| 5  | 16 juin 2018 | France    | 2 - 1 | Australie |
| 6  | 16 juin 2018 | Pérou     | 0 - 1 | Danemark  |
| 21 | 21 juin 2018 | France    | 1 - 0 | Pérou     |
| 22 | 21 juin 2018 | Danemark  | 1 - 1 | Australie |
| 37 | 26 juin 2018 | Danemark  | 0 - 0 | France    |
| 38 | 26 juin 2018 | Australie | 0 - 2 | Pérou     |

#### Pérou - Danemark
| Match 6                                                  | Pérou   | 0 - 1   | Danemark                                | Stade de Mordovie, Saransk                      |                                                 |
| 16 juin 2018 · 19h00 (UTC+3) · Historique des rencontres |         | (0 - 0) | 59e Yussuf Poulsen (Christian Eriksen ) | Spectateurs : 40 502 Arbitrage : Bakary Gassama | Spectateurs : 40 502 Arbitrage : Bakary Gassama |
| 16 juin 2018 · 19h00 (UTC+3) · Historique des rencontres | Rapport |         |                                         | Spectateurs : 40 502 Arbitrage : Bakary Gassama | Spectateurs : 40 502 Arbitrage : Bakary Gassama |

| Pérou | Danemark |

| PÉROU :         |    |                   |     |     |
|                 |    |                   |     |     |
| Gardien de but  | 01 | Pedro Gallese     |     |     |
|                 | 17 | Luis Advíncula    |     |     |
|                 | 02 | Alberto Rodríguez |     |     |
|                 | 15 | Christian Ramos   |     |     |
|                 | 06 | Miguel Trauco     |     |     |
|                 | 13 | Renato Tapia      | 38e | 87e |
|                 | 19 | Yoshimar Yotún    |     |     |
|                 | 18 | André Carrillo    |     |     |
|                 | 08 | Christian Cueva   |     |     |
|                 | 20 | Edison Flores     |     | 62e |
|                 | 10 | Jefferson Farfán  |     | 85e |
| Remplaçants :   |    |                   |     |     |
|                 | 09 | Paolo Guerrero    |     | 62e |
|                 | 11 | Raúl Ruidíaz      |     | 85e |
|                 | 23 | Pedro Aquino      |     | 87e |
| Sélectionneur : |    |                   |     |     |
| Ricardo Gareca  |    |                   |     |     |

| DANEMARK :      |    |                     |       |     |
|                 |    |                     |       |     |
| Gardien de but  | 01 | Kasper Schmeichel   |       |     |
|                 | 14 | Henrik Dalsgaard    |       |     |
|                 | 04 | Simon Kjær          |       |     |
|                 | 06 | Andreas Christensen |       | 81e |
|                 | 17 | Jens Stryger Larsen |       |     |
|                 | 07 | William Kvist       |       | 35e |
|                 | 10 | Christian Eriksen   |       |     |
|                 | 08 | Thomas Delaney      | 86e   |     |
|                 | 20 | Yussuf Poulsen      | 90+3e |     |
|                 | 09 | Nicolai Jørgensen   |       |     |
|                 | 23 | Pione Sisto         |       | 67e |
| Remplaçants :   |    |                     |       |     |
|                 | 19 | Lasse Schöne        |       | 35e |
|                 | 11 | Martin Braithwaite  |       | 67e |
|                 | 13 | Mathias Jørgensen   |       | 81e |
| Sélectionneur : |    |                     |       |     |
| Åge Hareide     |    |                     |       |     |

| Assistants : Jean Claude Birumushahu Abdelhak Etchiali Quatrième arbitre : Mehdi Abid Charef Cinquième arbitre : Anouar Hmila Arbitre vidéo : Felix Zwayer Assistants arbitre vidéo : Bastian Dankert Mark Borsch Danny Makkelie Homme du Match : Yussuf Poulsen |

#### France - Pérou
| Match 21                                                 | France            | 1 - 0   | Pérou | Iekaterinbourg Arena, Iekaterinbourg                             |                                                                  |
| 21 juin 2018 · 20h00 (UTC+5) · Historique des rencontres | Kylian Mbappé 34e | (1 - 0) |       | Spectateurs : 32 789 Arbitrage : Mohammed Abdulla Hassan Mohamed | Spectateurs : 32 789 Arbitrage : Mohammed Abdulla Hassan Mohamed |
| 21 juin 2018 · 20h00 (UTC+5) · Historique des rencontres | Rapport           |         |       | Spectateurs : 32 789 Arbitrage : Mohammed Abdulla Hassan Mohamed | Spectateurs : 32 789 Arbitrage : Mohammed Abdulla Hassan Mohamed |

| France | Pérou |

| FRANCE :         |    |                   |     |     |
|                  |    |                   |     |     |
| Gardien de but   | 01 | Hugo Lloris       |     |     |
|                  | 02 | Benjamin Pavard   |     |     |
|                  | 04 | Raphaël Varane    |     |     |
|                  | 05 | Samuel Umtiti     |     |     |
|                  | 21 | Lucas Hernandez   |     |     |
|                  | 06 | Paul Pogba        | 86e | 89e |
|                  | 13 | N'Golo Kanté      |     |     |
|                  | 10 | Kylian Mbappé     |     | 75e |
|                  | 07 | Antoine Griezmann |     | 80e |
|                  | 14 | Blaise Matuidi    | 16e |     |
|                  | 09 | Olivier Giroud    |     |     |
| Remplaçants :    |    |                   |     |     |
|                  | 11 | Ousmane Dembélé   |     | 75e |
|                  | 18 | Nabil Fekir       |     | 80e |
|                  | 15 | Steven Nzonzi     |     | 89e |
| Sélectionneur :  |    |                   |     |     |
| Didier Deschamps |    |                   |     |     |

| PÉROU :         |    |                     |     |     |
|                 |    |                     |     |     |
| Gardien de but  | 01 | Pedro Gallese       |     |     |
|                 | 17 | Luis Advíncula      |     |     |
|                 | 15 | Christian Ramos     |     |     |
|                 | 02 | Alberto Rodríguez   |     | 46e |
|                 | 06 | Miguel Trauco       |     |     |
|                 | 23 | Pedro Aquino        | 81e |     |
|                 | 19 | Yoshimar Yotún      |     | 46e |
|                 | 18 | André Carrillo      |     |     |
|                 | 08 | Christian Cueva     |     | 82e |
|                 | 20 | Edison Flores       |     |     |
|                 | 09 | Paolo Guerrero      | 23e |     |
| Remplaçants :   |    |                     |     |     |
|                 | 10 | Jefferson Farfán    |     | 46e |
|                 | 04 | Anderson Santamaría |     | 46e |
|                 | 11 | Raúl Ruidíaz        |     | 82e |
| Sélectionneur : |    |                     |     |     |
| Ricardo Gareca  |    |                     |     |     |

| Assistants : Mohamed Al Hammadi Hasan Al Mahri Quatrième arbitre : Janny Sikazwe Cinquième arbitre : Jerson Dos Santos Arbitre vidéo : Daniele Orsato Assistants arbitre vidéo : Abdulrahman Al-Jassim Taleb Al Maari Szymon Marciniak Homme du Match : Kylian Mbappé |

#### Australie - Pérou
| Match 38                                                 | Australie | 0 - 2   | Pérou                                                     | Stade Ficht, Sotchi                             |                                                 |
| 26 juin 2018 · 17h00 (UTC+3) · Historique des rencontres |           | (0 - 1) | 18e André Carrillo (Paolo Guerrero ) · 50e Paolo Guerrero | Spectateurs : 44 073 Arbitrage : Sergei Karasev | Spectateurs : 44 073 Arbitrage : Sergei Karasev |
| 26 juin 2018 · 17h00 (UTC+3) · Historique des rencontres | Rapport   |         |                                                           | Spectateurs : 44 073 Arbitrage : Sergei Karasev | Spectateurs : 44 073 Arbitrage : Sergei Karasev |

| Australie | Pérou |

| AUTRALIE :       |    |                 |     |     |
|                  |    |                 |     |     |
| Gardien de but   | 01 | Mathew Ryan     |     |     |
|                  | 19 | Josh Risdon     |     |     |
|                  | 20 | Trent Sainsbury |     |     |
|                  | 05 | Mark Milligan   | 88e |     |
|                  | 16 | Aziz Behich     |     |     |
|                  | 15 | Mile Jedinak    | 10e |     |
|                  | 13 | Aaron Mooy      |     |     |
|                  | 07 | Mathew Leckie   |     |     |
|                  | 23 | Tom Rogić       | 66e | 72e |
|                  | 10 | Robbie Kruse    |     | 58e |
|                  | 09 | Tomi Jurić      |     | 53e |
| Remplaçants :    |    |                 |     |     |
|                  | 04 | Tim Cahill      |     | 53e |
|                  | 17 | Daniel Arzani   | 60e | 58e |
|                  | 22 | Jackson Irvine  |     | 72e |
| Sélectionneur :  |    |                 |     |     |
| Bert van Marwijk |    |                 |     |     |

| PÉROU :         |    |                     |     |     |
|                 |    |                     |     |     |
| Gardien de but  | 01 | Pedro Gallese       |     |     |
|                 | 17 | Luis Advíncula      |     |     |
|                 | 15 | Christian Ramos     |     |     |
|                 | 04 | Anderson Santamaría |     |     |
|                 | 06 | Miguel Trauco       |     |     |
|                 | 13 | Renato Tapia        |     | 63e |
|                 | 19 | Yoshimar Yotún      | 45e | 46e |
|                 | 18 | André Carrillo      |     | 79e |
|                 | 08 | Christian Cueva     |     |     |
|                 | 20 | Edison Flores       |     |     |
|                 | 09 | Paolo Guerrero      |     |     |
| Remplaçants :   |    |                     |     |     |
|                 | 23 | Pedro Aquino        |     | 46e |
|                 | 07 | Paolo Hurtado       | 79e | 63e |
|                 | 16 | Wilder Cartagena    |     | 79e |
| Sélectionneur : |    |                     |     |     |
| Ricardo Gareca  |    |                     |     |     |

| Assistants : Anton Averianov Tikhon Kalugin Quatrième arbitre : Ryūji Satō Cinquième arbitre : Toru Sagara Arbitre vidéo : Danny Makkelie Assistants arbitre vidéo : Jair Marrufo Mark Borsch Bastian Dankert Homme du Match : André Carrillo |

## Statistiques

### Temps de jeu
| Joueur              | Drapeau du Danemark | Drapeau de la France | Drapeau de l'Australie | TT       | But inscrit | Passe décisive | MJ       | MT       | Légende |
| ------------------- | ------------------- | -------------------- | ---------------------- | -------- | ----------- | -------------- | -------- | -------- | --- |
| Gardiens            | Gardiens            | Gardiens             | Gardiens               | Gardiens | Gardiens    | Gardiens       | Gardiens | Gardiens | Abréviations et symboles : TT : Total de minutes jouées MJ : Nombre de matchs joués MT : Matchs joués en tant que titulaire : but (csc) : but contre son camp : joueur entré : joueur remplacé : capitaine : carton jaune : carton rouge |
| Pedro Gallese       | 90                  | 90                   | 90                     | 270      | -           | -              | 3        | 3        | Abréviations et symboles : TT : Total de minutes jouées MJ : Nombre de matchs joués MT : Matchs joués en tant que titulaire : but (csc) : but contre son camp : joueur entré : joueur remplacé : capitaine : carton jaune : carton rouge |
| Carlos Cáceda       | -                   | -                    | -                      | -        | -           | -              | -        | -        | Abréviations et symboles : TT : Total de minutes jouées MJ : Nombre de matchs joués MT : Matchs joués en tant que titulaire : but (csc) : but contre son camp : joueur entré : joueur remplacé : capitaine : carton jaune : carton rouge |
| José Carvallo       | -                   | -                    | -                      | -        | -           | -              | -        | -        | Abréviations et symboles : TT : Total de minutes jouées MJ : Nombre de matchs joués MT : Matchs joués en tant que titulaire : but (csc) : but contre son camp : joueur entré : joueur remplacé : capitaine : carton jaune : carton rouge |
| Défenseurs          |                     |                      |                        |          |             |                |          |          | Abréviations et symboles : TT : Total de minutes jouées MJ : Nombre de matchs joués MT : Matchs joués en tant que titulaire : but (csc) : but contre son camp : joueur entré : joueur remplacé : capitaine : carton jaune : carton rouge |
| Alberto Rodríguez   | 90                  | 46                   | -                      | 136      | -           | -              | 2        | 2        | Abréviations et symboles : TT : Total de minutes jouées MJ : Nombre de matchs joués MT : Matchs joués en tant que titulaire : but (csc) : but contre son camp : joueur entré : joueur remplacé : capitaine : carton jaune : carton rouge |
| Aldo Corzo          | -                   | -                    | -                      | -        | -           | -              | -        | -        | Abréviations et symboles : TT : Total de minutes jouées MJ : Nombre de matchs joués MT : Matchs joués en tant que titulaire : but (csc) : but contre son camp : joueur entré : joueur remplacé : capitaine : carton jaune : carton rouge |
| Anderson Santamaría | -                   | 44                   | 90                     | 134      | -           | -              | 2        | 1        | Abréviations et symboles : TT : Total de minutes jouées MJ : Nombre de matchs joués MT : Matchs joués en tant que titulaire : but (csc) : but contre son camp : joueur entré : joueur remplacé : capitaine : carton jaune : carton rouge |
| Miguel Araujo       | -                   | -                    | -                      | -        | -           | -              | -        | -        | Abréviations et symboles : TT : Total de minutes jouées MJ : Nombre de matchs joués MT : Matchs joués en tant que titulaire : but (csc) : but contre son camp : joueur entré : joueur remplacé : capitaine : carton jaune : carton rouge |
| Miguel Trauco       | 90                  | 90                   | 90                     | 270      | -           | -              | 3        | 3        | Abréviations et symboles : TT : Total de minutes jouées MJ : Nombre de matchs joués MT : Matchs joués en tant que titulaire : but (csc) : but contre son camp : joueur entré : joueur remplacé : capitaine : carton jaune : carton rouge |
| Christian Ramos     | 90                  | 90                   | 90                     | 270      | -           | -              | 3        | 3        | Abréviations et symboles : TT : Total de minutes jouées MJ : Nombre de matchs joués MT : Matchs joués en tant que titulaire : but (csc) : but contre son camp : joueur entré : joueur remplacé : capitaine : carton jaune : carton rouge |
| Luis Advíncula      | 90                  | 90                   | 90                     | 270      | -           | -              | 3        | 3        | Abréviations et symboles : TT : Total de minutes jouées MJ : Nombre de matchs joués MT : Matchs joués en tant que titulaire : but (csc) : but contre son camp : joueur entré : joueur remplacé : capitaine : carton jaune : carton rouge |
| Nilson Loyola       | -                   | -                    | -                      | -        | -           | -              | -        | -        | Abréviations et symboles : TT : Total de minutes jouées MJ : Nombre de matchs joués MT : Matchs joués en tant que titulaire : but (csc) : but contre son camp : joueur entré : joueur remplacé : capitaine : carton jaune : carton rouge |
| Milieux             |                     |                      |                        |          |             |                |          |          | Abréviations et symboles : TT : Total de minutes jouées MJ : Nombre de matchs joués MT : Matchs joués en tant que titulaire : but (csc) : but contre son camp : joueur entré : joueur remplacé : capitaine : carton jaune : carton rouge |
| Paolo Hurtado       | -                   | -                    | 27                     | 27       | -           | -              | 1        | -        | Abréviations et symboles : TT : Total de minutes jouées MJ : Nombre de matchs joués MT : Matchs joués en tant que titulaire : but (csc) : but contre son camp : joueur entré : joueur remplacé : capitaine : carton jaune : carton rouge |
| Christian Cueva     | 90                  | 82                   | 90                     | 262      | -           | -              | 3        | 3        | Abréviations et symboles : TT : Total de minutes jouées MJ : Nombre de matchs joués MT : Matchs joués en tant que titulaire : but (csc) : but contre son camp : joueur entré : joueur remplacé : capitaine : carton jaune : carton rouge |
| Renato Tapia        | 87                  | -                    | 63                     | 150      | -           | -              | 2        | 2        | Abréviations et symboles : TT : Total de minutes jouées MJ : Nombre de matchs joués MT : Matchs joués en tant que titulaire : but (csc) : but contre son camp : joueur entré : joueur remplacé : capitaine : carton jaune : carton rouge |
| Andy Polo           | -                   | -                    | -                      | -        | -           | -              | -        | -        | Abréviations et symboles : TT : Total de minutes jouées MJ : Nombre de matchs joués MT : Matchs joués en tant que titulaire : but (csc) : but contre son camp : joueur entré : joueur remplacé : capitaine : carton jaune : carton rouge |
| Wilder Cartagena    | -                   | -                    | 11                     | 11       | -           | -              | 1        | -        | Abréviations et symboles : TT : Total de minutes jouées MJ : Nombre de matchs joués MT : Matchs joués en tant que titulaire : but (csc) : but contre son camp : joueur entré : joueur remplacé : capitaine : carton jaune : carton rouge |
| Yoshimar Yotún      | 90                  | 46                   | 46                     | 182      | -           | -              | 3        | 3        | Abréviations et symboles : TT : Total de minutes jouées MJ : Nombre de matchs joués MT : Matchs joués en tant que titulaire : but (csc) : but contre son camp : joueur entré : joueur remplacé : capitaine : carton jaune : carton rouge |
| Edison Flores       | 62                  | 90                   | 90                     | 242      | -           | -              | 3        | 3        | Abréviations et symboles : TT : Total de minutes jouées MJ : Nombre de matchs joués MT : Matchs joués en tant que titulaire : but (csc) : but contre son camp : joueur entré : joueur remplacé : capitaine : carton jaune : carton rouge |
| Pedro Aquino        | 3                   | 90                   | 44                     | 137      | -           | -              | 3        | 1        | Abréviations et symboles : TT : Total de minutes jouées MJ : Nombre de matchs joués MT : Matchs joués en tant que titulaire : but (csc) : but contre son camp : joueur entré : joueur remplacé : capitaine : carton jaune : carton rouge |
| Attaquants          |                     |                      |                        |          |             |                |          |          | Abréviations et symboles : TT : Total de minutes jouées MJ : Nombre de matchs joués MT : Matchs joués en tant que titulaire : but (csc) : but contre son camp : joueur entré : joueur remplacé : capitaine : carton jaune : carton rouge |
| Paolo Guerrero      | 28                  | 90                   | 90                     | 208      | 1           | 1              | 3        | 2        | Abréviations et symboles : TT : Total de minutes jouées MJ : Nombre de matchs joués MT : Matchs joués en tant que titulaire : but (csc) : but contre son camp : joueur entré : joueur remplacé : capitaine : carton jaune : carton rouge |
| Jefferson Farfán    | 85                  | 44                   | -                      | 129      | -           | -              | 2        | 1        | Abréviations et symboles : TT : Total de minutes jouées MJ : Nombre de matchs joués MT : Matchs joués en tant que titulaire : but (csc) : but contre son camp : joueur entré : joueur remplacé : capitaine : carton jaune : carton rouge |
| Raúl Ruidíaz        | 5                   | 8                    | -                      | 13       | -           | -              | 2        | -        | Abréviations et symboles : TT : Total de minutes jouées MJ : Nombre de matchs joués MT : Matchs joués en tant que titulaire : but (csc) : but contre son camp : joueur entré : joueur remplacé : capitaine : carton jaune : carton rouge |
| André Carrillo      | 90                  | 90                   | 79                     | 259      | 1           | -              | 3        | 3        | Abréviations et symboles : TT : Total de minutes jouées MJ : Nombre de matchs joués MT : Matchs joués en tant que titulaire : but (csc) : but contre son camp : joueur entré : joueur remplacé : capitaine : carton jaune : carton rouge |
| TOTAL               |                     |                      |                        |          |             |                |          |          | Abréviations et symboles : TT : Total de minutes jouées MJ : Nombre de matchs joués MT : Matchs joués en tant que titulaire : but (csc) : but contre son camp : joueur entré : joueur remplacé : capitaine : carton jaune : carton rouge |
| Équipe du Pérou     | 90                  | 90                   | 90                     | 270      | 2           | 1              | 3        | -        | Abréviations et symboles : TT : Total de minutes jouées MJ : Nombre de matchs joués MT : Matchs joués en tant que titulaire : but (csc) : but contre son camp : joueur entré : joueur remplacé : capitaine : carton jaune : carton rouge |

| Buts  | Joueurs        | Adversaires |
| ----- | -------------- | ----------- |
| 1     | André Carrillo | Australie   |
| 1     | Paolo Guerrero | Australie   |
| TOTAL | 2 BUTS         | 2 BUTS      |

| Passes | Joueurs          | Adversaires      |
| ------ | ---------------- | ---------------- |
| 1      | Paolo Guerrero   | Australie        |
| TOTAL  | 1 PASSE DÉCISIVE | 1 PASSE DÉCISIVE |